# Herbert Kickl

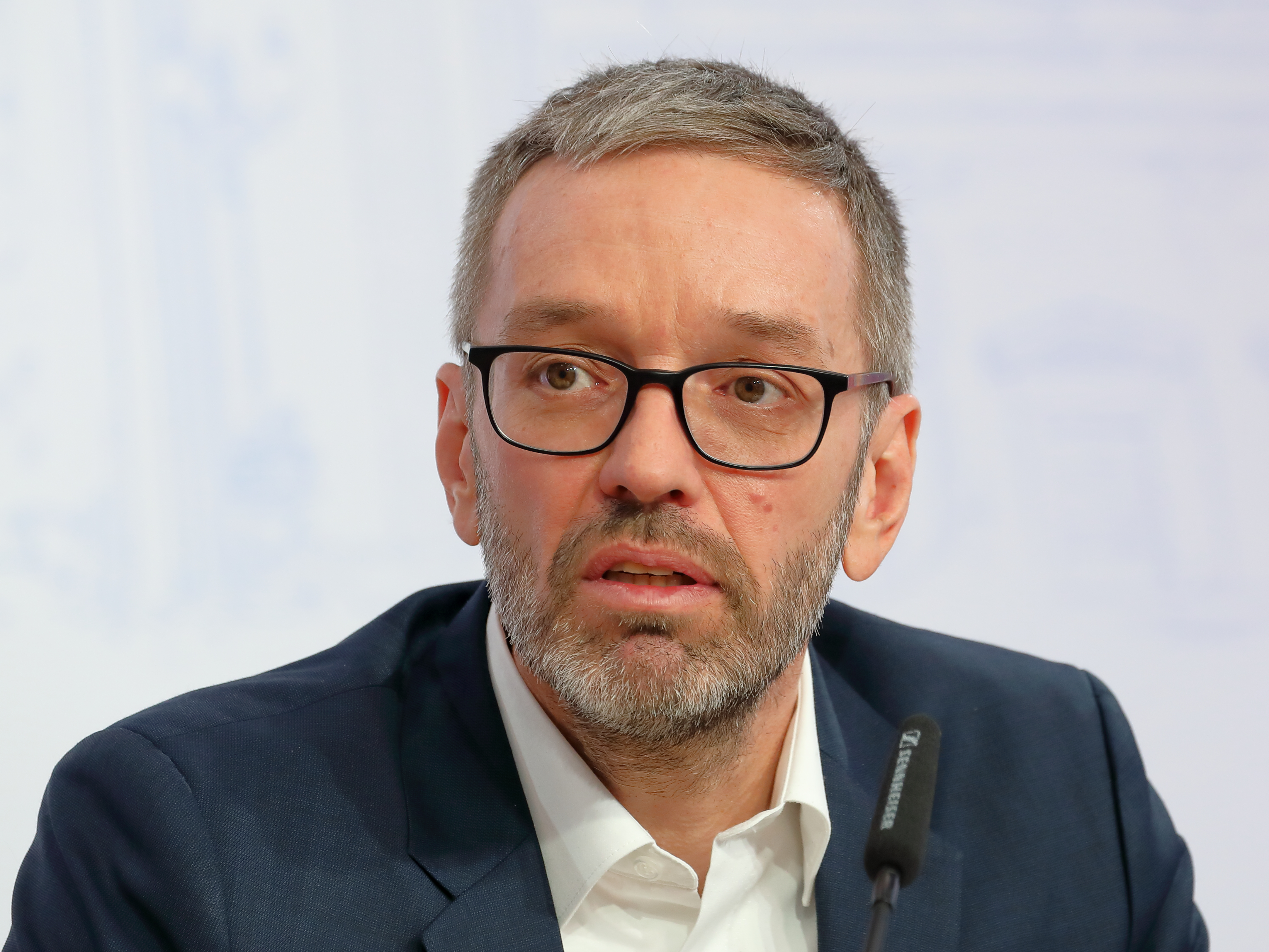
Herbert Kickl (2020)

Herbert Kickl (* 19. Oktober 1968 in Villach) ist ein rechtsextremer österreichischer Politiker und seit Juni 2021 Bundesparteiobmann der FPÖ. Von 2006 bis 2017 war er Abgeordneter im österreichischen Nationalrat und von 2017 bis 2019 Bundesminister für Inneres. Nach seiner Entlassung als Bundesminister fungiert er nach neuerlicher Angelobung als Nationalratsabgeordneter und war ab 2019 als geschäftsführender Klubobmann des FPÖ-Parlamentsklubs tätig.
Mit Kickl als Spitzenkandidat wurde die FPÖ bei der Nationalratswahl 2024 erstmals in der Geschichte der Zweiten Republik stärkste politische Kraft. Nach dem Scheitern der Koalitionsverhandlungen zwischen ÖVP, SPÖ und NEOS beauftragte Bundespräsident Alexander Van der Bellen im Jänner 2025 Kickl mit der Regierungsbildung. Am 12. Februar 2025 legte Kickl diesen Regierungsbildungsauftrag zurück.

## Leben

### Kindheit, Jugend und Studium
Herbert Kickl wurde 1968 in Kärnten geboren. Er wuchs in einfachen Verhältnissen in der Erdmannsiedlung in Radenthein auf, einer Werksarbeitersiedlung der örtlichen Magnesitwerke Öamag, wo sein Vater Andreas Kickl (1944–2025) als Hauspostzusteller arbeitete und erfolgreich Fußball in der Auswahlmannschaft des Werkes spielte. Seine Mutter Herta Kickl war ebenfalls bei der Öamag im werkseigenen Kaufhaus beschäftigt. Herbert Kickl besuchte in Radenthein die Volksschule. Nach der Matura am Bundesgymnasium Spittal an der Drau, das er gemeinsam mit der ehemaligen Bundessprecherin der Grünen Eva Glawischnig-Piesczek besuchte, leistete er von 1987 bis 1988 seinen Wehrdienst bei den Gebirgsjägern als Einjährig-Freiwilliger. 1988 begann er an der Universität Wien Studien der Publizistik und Politikwissenschaft, ab 1989 Philosophie und Geschichte. Beide Studien schloss er nicht ab.

### Parteipolitiker der FPÖ
Zwischen 1995 und 2001 arbeitete Kickl in der FPÖ-Parteiakademie im Bereich Wahlkampfinhalte und Wahlkampforganisation, bis er 2001 zum stellvertretenden Geschäftsführer aufstieg und schließlich nach der Knittelfelder FPÖ-Versammlung 2002 Geschäftsführer der Freiheitlichen Akademie wurde. Diese Position hatte er bis 2006 inne. Als Redenschreiber für Jörg Haider verfasste er unter anderem die Aschermittwoch-Sprüche über Frankreichs Präsidenten Jacques Chirac („ein Westentaschen-Napoleon“) oder den Präsidenten der Israelitischen Kultusgemeinde Ariel Muzicant („Wie kann einer, der Ariel heißt, so viel Dreck am Stecken haben?“) und war für kritisierte Wahlkampfslogans der FPÖ verantwortlich (z. B. 2010: „Wiener Blut – zu viel Fremdes tut niemand gut.“).
2010 bestritt Kickl in einer ATV-Diskussion mit Ariel Muzicant, „dass ein Verein als solcher oder eine Einheit wie die Waffen-SS kollektiv schuldig zu sprechen“ sei, denn „Schuld wie Unschuld seien etwas Individuelles“. Auf Muzicants Einwand, die Waffen-SS sei in den Nürnberger Prozessen als „verbrecherische Organisation“ eingestuft worden, entgegnete Kickl, es sei ebenso „Unsinn“, wenn für die Wehrmacht eine kollektive Unschuldsvermutung gelte. Nach der Abspaltung des BZÖ von der FPÖ trennten sich die Wege Haiders und Kickls. Bis zu Haiders Tod war er einer seiner schärfsten Kritiker.
Kickl ist seit 2005 Geschäftsführer der Parteizeitung Neue Freie Zeitung. Von April 2005 bis Jänner 2018 war er als Generalsekretär der FPÖ für deren Öffentlichkeitsarbeit und interne Kommunikation zuständig. Im Jänner 2018 folgte ihm Marlene Svazek als Generalsekretärin der FPÖ nach. Von der Nationalratswahl 2006 bis zur Angelobung als Innenminister war Kickl Nationalratsabgeordneter, Klubobmann-Stellvertreter des Freiheitlichen Parlamentsklubs sowie Mitglied des Publizistikförderungsbeirates. Am 4. Juli 2016 übernahm er die Nachfolge von Hilmar Kabas als Präsident des FPÖ-Bildungsinstitutes.

### Bundesminister für Inneres
Am 18. Dezember 2017 wurde Kickl von Bundespräsident Alexander Van der Bellen als Bundesminister für Inneres der Republik Österreich angelobt. Nach Ansicht seiner Kritiker schien es ihm schwerzufallen, den Sprung von der Opposition in eines der klassischen Ressorts zu machen. Kickls Kabinettschef wurde Reinhard Teufel.
Für Aufregung sorgte eine Formulierung Kickls bei einer Pressekonferenz am 11. Jänner 2018. Er sprach davon, Asylwerber „konzentriert an einem Ort zu halten“. Auf Nachfragen von Journalisten verneinte er, dass dies als Provokation gedacht gewesen sei, gleichwohl wurde Kickls Wortwahl im In- und Ausland medial rezipiert und als Anspielung auf NS-Terminologien verstanden und kritisiert.
Im September 2018 wurde eine E-Mail des Ressortsprechers des Innenministeriums an die Kommunikationsverantwortlichen der Landespolizeidirektionen publik. Darin wurde vor bestimmten Medien gewarnt und empfohlen, die Zusammenarbeit mit ihnen auf ein Minimum zu beschränken. Auch wurde empfohlen, stärker über Sexualdelikte zu informieren. Ein in der Folge von der Opposition mit dem Vorwurf der Einschränkung der Pressefreiheit gestellter Misstrauensantrag gegen Kickl wurde von ÖVP und FPÖ geschlossen abgelehnt. Bundeskanzler Kurz und auch Bundespräsident Van der Bellen stellten allerdings fest, dass eine solche Einschränkung inakzeptabel sei. Die FPÖ beklagte ihrerseits eine „inszenierte Medienhatz“ gegen Kickl. Kickl stellte zu den Formulierungen bezüglich des Umgangs mit kritischen Medien fest, sie würden nicht seine Zustimmung finden.
In der ORF-Sendung Report sprach Kickl im Jänner 2019 über eine von ihm geforderte Möglichkeit einer schnelleren Abschiebung straffällig gewordener Flüchtlinge. Diese sollten bereits nach der Verurteilung in erster Instanz, also vor dem Abschluss eines rechtsstaatlichen Verfahrens, abgeschoben werden können. Einige Tage später korrigierte er, er wünsche sich, die Verfahren in zweiter Instanz abzuwickeln. Weiters sagte er, er sei der Auffassung, dass „der Grundsatz gilt, dass das Recht der Politik zu folgen hat und nicht die Politik dem Recht“. Er erwähnte „irgendwelche seltsame rechtliche Konstruktionen, die teilweise viele Jahre alt, aus ganz anderen Situationen heraus entstanden waren, und die uns daran hindern, das zu tun, was notwendig ist“. Er sprach von „Dingen aus den 50er-Jahren“. Infolgedessen wurde Kickl unter anderen von Bundespräsident Alexander Van der Bellen, der ein „Rütteln“ an der in Österreich im Verfassungsrang stehenden Europäischen Menschenrechtskonvention verurteilte, Oppositionspolitikern, Richter- und Rechtsanwaltsvereinigungen sowie dem Präsidenten der Israelitischen Kultusgemeinde Wien Oskar Deutsch stark kritisiert. Auch Vergleiche mit der Rechtsauffassung des wegen seiner Bestrebungen, den nationalsozialistischen Staat juristisch zu legitimieren, umstrittenen deutschen Staatsrechtlers Carl Schmitt wurden gezogen.
Anfang 2019 plante Kickl eine Verfassungsänderung (für die im Parlament eine Zweidrittelmehrheit erforderlich ist), wonach Asylbewerber, die als Gefahr für die öffentliche Ordnung eingestuft würden, in Sicherungshaft gesetzt werden könnten. Die Parteien Liste Jetzt und NEOS lehnten Gespräche darüber ab, da eine Haft auf Grundlage einer Gefährlichkeitsprognose an den Grundsäulen des Rechtsstaates rühre. Der Standard wies darauf hin, dass eine Haft nur für Asylbewerber diskriminierend sein könne. Kickl plante zudem eine Nachtruhe für Asylbewerber zwischen 22.00 Uhr und 6.00 Uhr – auf freiwilliger Basis – und äußerte dazu: „Wer das nicht will, für den werden wir einen Ort finden, wo wenig Anreiz besteht, sich dort herumzutreiben.“ Ziel dieser erneuten Asylrechtsverschärfung sei, dass künftig in Österreich praktisch keine Asylrechtsanträge mehr gestellt werden könnten, da das Land, wie Kickl sagte, von sicheren Drittstaaten umgeben sei. Die Umbenennung von Erstaufnahmezentren für Flüchtlinge durch Kickl in „Ausreisezentren“ ab 1. März 2019 hielt der Sozialpsychologe Klaus Ottomeyer für „reinen Sadismus“ und kommentierte, es gehe bei Kickl und anderen „immer um Entwürdigung“. Anfang 2019 bezeichnete Heribert Prantl Kickl als „Minister ohne Verfassung“, da dieser das Recht der Politik unterordnen wolle und – wie Viktor Orbán in Ungarn und Jarosław Kaczyński in Polen – „eine politische Mehrheit als Freibrief für Alles“ verstehe. In seiner Amtszeit fielen folgende Kontroversen:
- Veränderungen bei der Polizei: Kickl trat als Innenminister für Ausbau und Aufrüstung der Polizei ein. So wurden im türkis-blauen Regierungsprogramm 4100 neue Beamte angekündigt.[34] Im Sommer 2018 gab Kickl Pläne bekannt, neben Wien auch in allen anderen Bundesländern Bereitschaftseinheiten der Polizei zu installieren.[35] Seit April 2018 darf – neben der WEGA und den Einsatzgruppen Straßenkriminalität – auch die Bereitschaftseinheit Wien Taser einsetzen.[36] Ebenfalls 2018 wurde die neue Polizeieinheit Puma eingerichtet, die dem Grenzschutz dienen soll. Das Projekt einer Polizei-Pferdestaffel scheiterte. Die Aufwendungen für die Projektphase betrugen laut Kurier rund 2,5 Millionen Euro.[37]

- BVT-Affäre: Im Rahmen des Untersuchungsausschusses zum Bundesamt für Verfassungsschutz und Terrorismusbekämpfung (BVT) kritisierte die Opposition im Nationalrat die von der Staatsanwaltschaft beantragte und von einem Richter genehmigte Durchsuchung des Nachrichtendienstes BVT durch Polizeibeamte der Einsatzgruppe zur Bekämpfung der Straßenkriminalität (EGS). Vorgeworfen wurde dem Innenminister die politische Einflussnahme auf die Durchsuchung und ein schwerwiegender Vertrauensverlust bei ausländischen Nachrichtendiensten durch Beschlagnahme hochsensibler Daten durch die EGS. Kickl wies die Vorwürfe umgehend zurück und argumentierte, dass „nicht das Innenministerium, sondern die Staatsanwaltschaft entscheide, gegen wen ermittelt, wer einvernommen und was beschlagnahmt werde.“[38] Im Juli 2018 äußerten Chefredakteure von vier österreichischen Zeitungen nach einer Bemerkung Kickls zu den Ermittlungen zum BVT ihre Sorge um die Meinungsfreiheit in Österreich.[39][40] Diese Vorwürfe wurden seitens des Innenministeriums als „unhaltbar“ zurückgewiesen.[41] Das Oberlandesgericht Wien entschied am 28. August 2018, dass die Hausdurchsuchungen beim Bundesamt für Verfassungsschutz und Terrorismusbekämpfung (BVT) rechtswidrig stattgefunden haben. Kickl bezeichnete diese Entscheidung auf Nachfrage von Journalisten als „vorsichtig formuliert etwas weltfremd“.[42]
- Sondereinheit im BVT: Kickl plante nach der BVT-Affäre eine Geheimabteilung im BVT einzurichten. Unter dem Titel „Einrichtung der Aufbau- und Ablauforganisation zur präventiven Informationsbeschaffung“ sollte die Einheit, örtlich getrennt vom BVT in der Marokkanerkaserne, durch neues, von Kickl ausgesuchtes Personal aufgebaut werden. Nach Kickls Amtsende wurde das Projekt einstellt.[43]

- Inseraten-Affäre: Im April 2024 wurde bekannt, dass die Staatsanwaltschaft wegen des Verdachts der Korruption gegen Kickl und weitere Spitzenpolitiker ermittelt. Hintergrund ist der Verdacht auf Schaltung von entgeltlichen Inseraten im Austausch für positive Berichterstattung.[44][45] Der Anklageschrift der WKSTA an Kickl ist zu entnehmen, dass die FPÖ geführten Ministerien Inserate schalten sollten, an „deren Inhalten kein konkretes Interesse der Öffentlichkeit bestand und die darauf abzielten, eine für die FPÖ wohlwollende Berichterstattung in diversen Medien zu sichern und die Imagepflege zu fördern“. Mit diesem Verhalten habe Kickl „in unvertretbarer Weise gegen die dem Vermögensschutz der Republik Österreich dienenden Bestimmungen“ verstoßen.[46]

Im Rahmen der Ibiza-Affäre gelangte im Mai 2019 ein Video vom Sommer 2017 an die Öffentlichkeit, in dem FPÖ-Parteiobmann Heinz-Christian Strache unter anderem darüber gesprochen hatte, dass große Parteispenden am Rechnungshof vorbei mittels privater Vereine erfolgen würden. Laut Bundeskanzler Sebastian Kurz war FPÖ-Generalsekretär Kickl für die „finanzielle Gebarung“ der Partei hauptverantwortlich. Daher, und weil er nach Kurz’ Ansicht nicht ausreichend Bewusstsein für den Ernst der Lage gezeigt habe, schlug er Bundespräsident Alexander Van der Bellen die Entlassung Kickls als Innenminister vor, die am 22. Mai 2019 erfolgte. Kickl verlor somit als erster Bundesminister in der Zweiten Republik sein Amt.

### Geschäftsführender Klubobmann und Bundesparteiobmann der FPÖ
Seit dem 24. Mai 2019 ist Kickl wieder Nationalratsabgeordneter, wo er das Mandat von Alois Kainz übernahm und geschäftsführender Klubobmann der FPÖ wurde. Bei der Nationalratswahl 2019 erhielt er unter den FPÖ-Kandidaten die meisten Vorzugsstimmen und schaffte es, die Hürde für eine Vorreihung auf der Bundesliste (Vorzugsstimmen im Ausmaß von sieben Prozent der Wähler seiner Partei) mit 75.699 Vorzugsstimmen zu überspringen. Er überholte damit auch das Rekordergebnis des Ex-Parteichefs Heinz-Christian Strache, der 2017 41.479 Vorzugsstimmen erhalten hatte.
Zwischen Herbert Kickl und Norbert Hofer, der nach der Ibiza-Affäre und dem Rücktritt Heinz-Christian Straches die Führung der Partei übernommen hatte, kam es immer wieder zu Differenzen. Norbert Hofer wollte durch sein moderates Auftreten die Partei für Wechselwähler attraktiv machen. Kickl stand durch sein Auftreten bei der Demonstration von Gegnern der Corona-Maßnahmen der Regierung und durch seine Weigerung, im Parlament eine FFP2-Maske zu tragen, in direktem Gegensatz zu Hofer. Nach dem Rücktritt Hofers am 1. Juni 2021 übernahm Nationalratsabgeordneter Harald Stefan interimistisch dessen Aufgaben. Herbert Kickl bewarb sich als einziger Kandidat um Hofers Nachfolge als Bundesparteiobmann der FPÖ und wurde am 7. Juni 2021 vom Bundesparteipräsidium einstimmig zum Bundesparteiobmann designiert. Kickl erklärte, die Zustimmung der Delegierten beim Sonderparteitag abwarten zu wollen, um entsprechend an die Arbeit zu gehen. Seine Wahl zum Bundesparteiobmann erfolgte schließlich am 19. Juni 2021 mit einem Ergebnis von 88,24 Prozent. Am 17. September 2022 wurde er beim Bundesparteitag mit 91 Prozent der Stimmen als Bundesparteiobmann bestätigt.

### Wahlsieg und Koalitionsverhandlungen
Für die Nationalratswahl 2024 wurde Kickl zum Spitzenkandidaten der FPÖ Niederösterreichs gewählt. Die FPÖ wurde bei der Wahl erstmals in der Geschichte der Zweiten Republik stärkste politische Kraft. Nach dem Scheitern der Koalitionsverhandlungen zwischen ÖVP, SPÖ und NEOS beauftragte Bundespräsident Alexander Van der Bellen im Jänner 2025 Kickl mit der Regierungsbildung. Am 12. Februar 2025 legte Kickl diesen Regierungsbildungsauftrag zurück.

## Politische Positionierung
Kickl positioniert sich am äußerst rechtem Rand des politischen Spektrums und wird von Beobachtern als rechtsextrem eingestuft. In seiner Rhetorik verwendet er zudem immer wieder Begriffe aus dem NS-Jargon wie etwa „Volksverrat“ und „Systemparteien“. Dabei positioniert er sich gegen die politische Linke sowie gegen liberale und gemäßigte Kräfte. Im Zuge der Regierungsbildung mit der ÖVP im Jahr 2017 gab er an, Politik zu machen, um „die Gesellschaft fairer zu machen“. Die Gesellschaft sei dann fair, wenn man seine Familie durch Erwerbstätigkeit ernähren und ohne „soziale Abhängigkeit“ selbstbestimmt leben könne.
Anfang 2023 startete Kickl eine breite Plakatkampagne mit den Slogans „Festung Österreich – Grenzen schließen – Sicherheit garantieren“. Ende 2023 verglich die Zeit Kickl mit dem AfD-Politiker Björn Höcke: „auf deutsche Verhältnisse übertragen ist es so, als hätte Björn Höcke Aussichten, Kanzler zu werden.“ Mit öffentlich getätigten Verbalinjurien sorgte Kickl in der Vergangenheit wiederholt für Kontroversen. So bezeichnete er den Bundespräsidenten Alexander Van der Bellen beim Politischen Aschermittwoch 2024 als „diese Mumie in der Hofburg“ und äußerte: „Dass er ein bissel [bisschen] senil ist, haben wir vorher schon gewusst.“ Den Bundeskanzler Karl Nehammer (ÖVP) nannte Kickl „die größte Plage der Nation“, die ÖVP und SPÖ bezeichnete er als „Polit-Maden“. Den SPÖ-Chef Andreas Babler bezeichnete Kickl bei einer FPÖ-Veranstaltung Anfang Mai 2025 als „linke Zecke“.
Entgegen der Linie vieler seiner Parteikollegen trat Kickl – trotz starker Kritik am ORF – nicht für eine grundsätzliche Reform des öffentlich-rechtlichen Rundfunks inklusive einer Abschaffung der GIS-Gebühren ein. Ende 2023 sprach er sich allerdings für eine Aufhebung des ORF-Beitragsgesetzes 2024 aus.

### Verbindungen zu rechtsextremen Gruppierungen
Im Oktober 2016 trat Kickl bei dem rechtsextremen Kongress „Verteidiger Europas“ als Gastredner auf. Kickl sympathisiert mit den Identitären. 2023 betonte er, diese seien nicht verboten und er sehe ihnen gegenüber keine Notwendigkeit einer „roten Linie“. Er sehe kein Problem einer Unterstützung der Identitären durch die FPÖ, wenn dieses „politische Projekt“ aus Sicht der Partei „in Ordnung“ sei. 2021 hatte Kickl die Identitären als „interessantes und unterstützenswertes Projekt“ und als „NGO von rechts“ gelobt. Der rechtsextremen Website AUF1 gab Kickl nach der Nationalratswahl in Österreich 2024 sein erstes TV-Interview.

### Außenpolitik
Die engen politischen Beziehungen der FPÖ zu Wladimir Putin beziehungsweise dessen Partei Einiges Russland werden auch von Kickl mitgetragen; als Innenminister bemühte er sich 2018 um eine Zusammenarbeit im Bereich Katastrophenschutz und Kampf gegen organisierte Kriminalität und Terrorismus. Die Kritik an autoritärer Politik des russischen Präsidenten wies Kickl in einem Radiointerview zurück. Er lehne Einmischungen in innerstaatliche Angelegenheiten ab. Eine differenzierte Herangehensweise sei richtig, um einen gemeinsamen Weg zwischen Russland und Europa zu finden. Nach dem russischen Überfall auf die Ukraine 2022 sprach sich Kickl im Mai 2022 gegen ein russisches Ölembargo und die Lieferung schwerer Waffen an die Ukraine durch den Westen aus. Ein neutrales Land wie Österreich müsse aus der Eskalationsspirale aussteigen, so Kickl. Man müsse eine Lösung finden, mit der auch Russland „einigermaßen gesichtswahrend“ aus diesem Konflikt herauskomme. Nachdem der österreichische Bundespräsident Alexander Van der Bellen Anfang 2023 bei einem Solidaritätsbesuch in Kiew den Konflikt als „Kolonialkrieg“ Russlands bezeichnet hatte, nannte Kickl ihn einen „Staatsgefährder“, da er die österreichische Neutralität aufs Spiel setze. Im März 2023 warf Kickl im Vorfeld einer im Parlament übertragenen Rede des ukrainischen Präsidenten Wolodymyr Selenskyj, in der dieser Österreich für die bisherige humanitäre Hilfe dankte, den anderen Fraktionen vor, „zu einer gefährlichen und undifferenzierten Endsiegrhetorik übergegangen“ zu sein. Laut ORF hat Kickl damit „zu einem einschlägig belasteten Propagandabegriff“ gegriffen. Im Jänner 2025 beteiligte sich Kickl mit einer Videobotschaft an einer Wahlkampfveranstaltung der Alternative für Deutschland. Dabei bezeichnete er die AfD als „Partner“ der FPÖ, die AfD höre als einzige Partei auf das Volk. Zudem bezeichnete Kickl Alice Weidel als „Kämpfernatur“, die allen „Gegenspielern haushoch überlegen“ sei.

### Umgang mit COVID-19

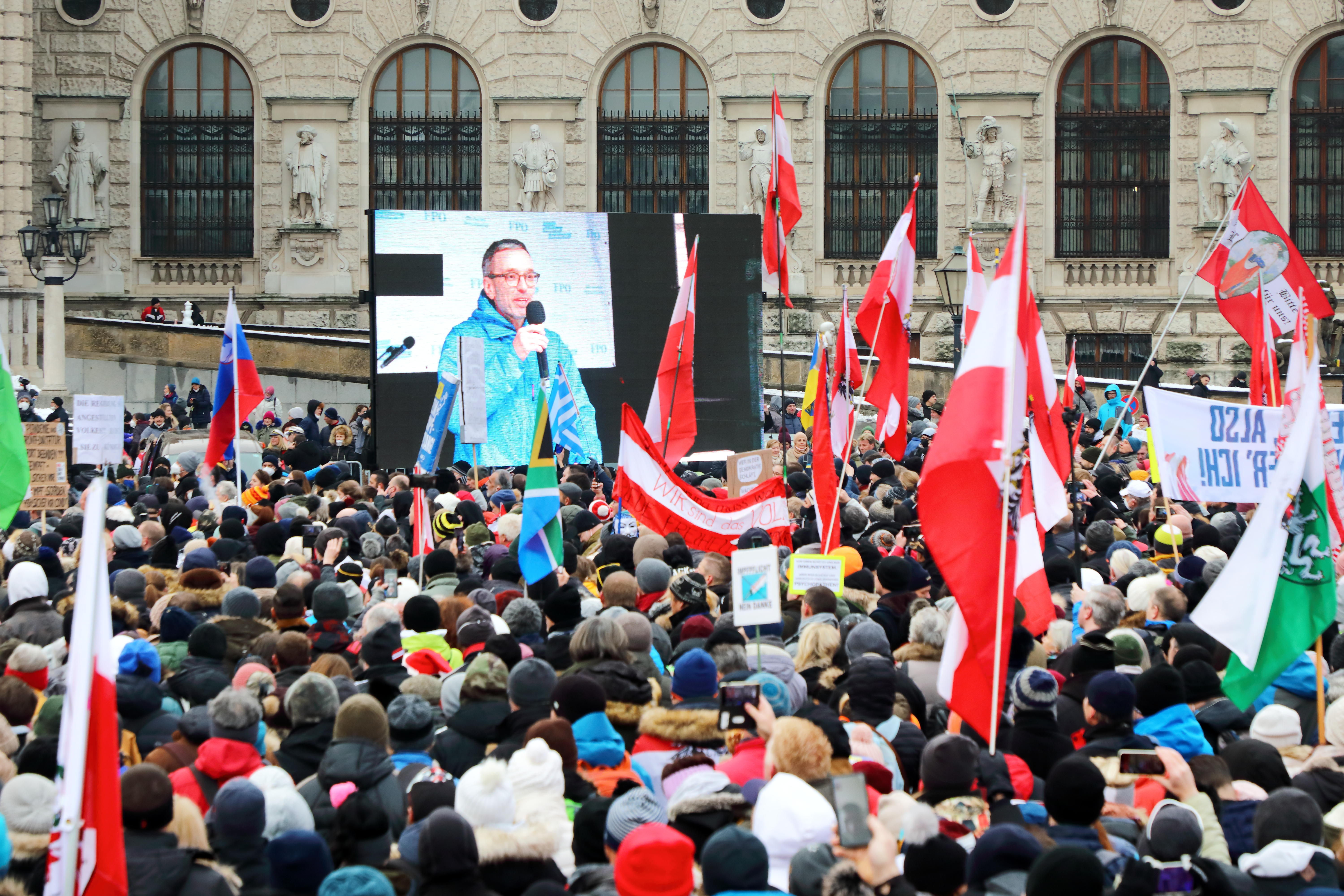
Kickl als Redner bei der Anti-Corona-Maßnahmen-Demonstration am 11. Dezember 2021 in Wien

#### Rede auf Kundgebung gegen Corona-Maßnahmen
Die FPÖ lehnt die von der österreichischen Regierung erlassenen Corona-Schutzmaßnahmen als „Freiheitsbeschränkungen“ ab. Anfang März 2021 sprach Kickl anlässlich einer Demonstration gegen die Corona-Maßnahmen von „Corona-Stahlhelmen in den Regierungsbüros“ und „Schmuddeltypen“ in den Ministerien. Die EU-Gesundheitspolitik sei ein „gleichgeschaltetes Machtspiel“, denn „die da oben wollen uns beherrschen“. Auf den Besuch von Bundeskanzler Kurz in Israel anspielend sagte Kickl, in Israel herrsche eine „Gesundheitsapartheid“; das Land sei gegenwärtig eines der „Unfreiheit“. An der Kundgebung nahmen auch Vertreter der rechten Szene und der Identitären Bewegung teil. Benjamin Nägele, Generalsekretär der Israelitischen Kultusgemeinde Wien und Vorstandsmitglied des Mauthausen Komitee Österreich, sagte daraufhin, „die moralische und politische Verantwortung für die Eskalation“ trügen die FPÖ sowie Kickl, der „ganz bewusst antisemitische Codes“ nutze und „der bewusst zündelt und mit Ängsten der Bevölkerung spielt, die Koalition mit den Rechtsextremen forciert und versucht, sich an die Spitze dieser Bewegung zu setzen“.
Am 15. November 2021 gab Herbert Kickl auf seiner Facebook-Seite bekannt, positiv auf das Coronavirus getestet worden zu sein, jedoch nur milde Symptome zu haben. Nach zehntägiger häuslicher Quarantäne nahm er seine Tätigkeiten wieder auf.
Im Mai 2022 sagte Kickl in einem Interview, „die Evidenz“ nach zwei Jahren Pandemie gebe „den Schwurblern“ Recht. NS-verharmlosende Vorkommnisse auf Demos gegen die Corona-Maßnahmen wie das Tragen von Judensternen oder Parolen wie „Impfen macht frei“ wollte Kickl nicht verurteilen; stattdessen meinte er, man müsse „mit diesen Leuten selber reden, was ihre Motivlage“ sei.

#### Kontroverse um das Tragen einer Maske im Parlament
Anfang April 2021 erklärte Kickl, weiterhin keine Maske im Parlament tragen zu wollen. Die Maskenpflicht ist nur in der Haus-, jedoch nicht in der Geschäftsordnung verankert, daher gibt es bei Verstößen keine Sanktionen. Kickl sagte, er gehöre „nicht zu den Heuchlern, die die Maske aufsetzen und danach jede Sicherheitsmaßnahme über Bord werfen“. Beim Einkaufen trage er sie, weil er es dort müsse. Der damalige Parteichef Norbert Hofer schrieb daraufhin, das freie Mandat erlaube es, sich der Hausordnung zu entziehen. Wer das tue, stelle „sich aber in einer Selbstüberhöhung über alle Menschen, die sich an Regeln halten müssen“. Hofers Büro relativierte dies kurz darauf und erklärte, dass alternativ zur FFP2-Maske Plexiglaswände nicht nur seitlich zwischen, sondern auch vor den Abgeordneten angebracht werden sollten. Abseits des Sitzes wolle Hofer das Maskentragen der Selbstverantwortung der Abgeordneten überlassen, sofern der Zwei-Meter-Abstand eingehalten werden könne.

#### Impfgegnerschaft und Bewerben von Ivermectin
Im Rahmen der COVID-19-Pandemie stellte sich Kickl bei verschiedenen Gelegenheiten gegen den wissenschaftlichen Forschungsstand, unter anderem lehnt er Impfungen gegen COVID-19 ab und empfiehlt das Entwurmungsmittel Ivermectin als Mittel gegen das Virus, für dessen Wirksamkeit in Studien keine Nachweise gefunden wurden. Die US-Gesundheitsbehörde Centers for Disease Control and Prevention warnte hingegen bereits im August 2021 explizit vor einer solchen Einnahme von Ivermectin, auch das österreichische Bundesamt für Sicherheit im Gesundheitswesen warnte bereits im Frühjahr vor möglichen Vergiftungen durch das Mittel und riet dringend von der Selbstbehandlung damit ab. Nach Kickls Empfehlung stieg der Absatz von Ivermectin so stark an, dass es in vielen Apotheken ausverkauft war. Zudem kam es in Österreich zu Vergiftungen mit dem Medikament, nachdem Menschen die für Pferde vorgesehene Dosis eingenommen hatten.

## Privates
Kickl wohnt in Purkersdorf. Er ist verheiratet und Vater eines Sohnes. Als Extremsportler nahm Kickl 2013 und 2014 am zweiten und am dritten Celtman Xtreme Triathlon in Schottland teil, wobei er jeweils unter den ersten 60 von 127 bzw. 146 Teilnehmern das Ziel erreichte.

## Rechtliche Auseinandersetzungen
Im Satz von Jan Böhmermann „Liebe 3sat-Zuschauer*innen, bitte nicht vergessen: Nicht immer die Nazikeule rausholen, sondern vielleicht einfach mal ein paar Nazis keulen“ in der Sendung ZDF Magazin Royale im Februar 2024 sah Kickl einen „Aufruf zur Tötung von Politikerinnen und Politikern der AfD und der FPÖ“. Die Staatsanwaltschaft Mainz erhob aber keine Anklage: „Vor dem Hintergrund des Gesamtkontextes und des Inhalts der Sendung, […] greift letztlich eine Interpretation der Aussage als ,Mordaufruf‘ zu kurz“.
Im Jänner 2025 wurde die SPÖ zur Zahlung von Schadenersatz (1.500 Euro) und der Verfahrenskosten (6.900 Euro) an Kickl verurteilt. Zuvor hatte die SPÖ in einem Newsletter behauptet, er habe enge Kontakte zu einem Neonazi.

## Publikationen
- FPÖ: Mit Fairness zum Erfolg. In: Thomas Hofer, Barbara Tóth (Hrsg.): Wahl 2017. Loser, Leaks & Leadership. ÄrzteVerlag, Wien 2017, ISBN 978-3-9503276-4-9, S. 76–88.
- Unterwegs in Richtung 20 Prozent. In: Thomas Hofer, Barbara Tóth (Hrsg.): Wahl 2008. Strategien, Sieger, Sensationen. Molden, Wien/Graz/Klagenfurt 2008, ISBN 978-3-85485-235-3, S. 55 ff.
- „Einer gegen alle anderen“. In: Thomas Hofer, Barbara Tóth (Hrsg.): Wahl 2006. Kanzler, Kampagnen, Kapriolen – Analysen zur Nationalratswahl. LIT, Wien 2007, ISBN 978-3-7000-0618-3, S. 71 ff.